# Giovanni Trapattoni
Giovanni Luciano Giuseppe Trapattoni  (ur. 17 marca 1939 w Cusano Milanino) – włoski piłkarz, trener.

## Kariera
Jako zawodnik z sukcesami grał w latach sześćdziesiątych i siedemdziesiątych w A.C. Milan. Grał tam do 1970. Wtedy na sezon trafił do AS Varese 1910, w którym po roku zakończył karierę.
W Milanie również rozpoczynał karierę trenerską w 1974. Następnie trenował Juventus F.C. (1976-86 i 1991-94), Inter Mediolan (1986-91), Bayern Monachium (1994-96 i 1997-98), Cagliari Calcio (1996-97) i ACF Fiorentina (1998–2000).
W 2000 zastąpił Dino Zoffa na stanowisku selekcjonera reprezentacji Włoch. W 2004 zrezygnował ze stanowiska po przegranych Mistrzostwach Europy w Portugalii i został trenerem SL Benfica, gdzie zdobył mistrzostwo Portugalii (pierwsze dla tego klubu od 10 lat).
Od 2005 do 2006 był szkoleniowcem VfB Stuttgart, z którego został zwolniony po niezadowalających wynikach drużyny. Następne dwa sezony spędził jako szkoleniowiec Red Bull Salzburg. Od maja 2008 roku do września 2013 pełnił funkcję selekcjonera reprezentacji Irlandii.

## Sukcesy

### Piłkarz
- A.C. Milan:
  - Serie A: 1962, 1968
  - Puchar Włoch: 1967
  - Liga Mistrzów: 1963, 1969
  - Puchar Zdobywców Pucharów: 1968
  - Puchar Interkontynentalny: 1969

### Trener
- Juventus F.C.:
  - Serie A: 1977, 1978, 1981, 1982, 1984, 1986
  - Puchar Włoch: 1979, 1983
  - Liga Mistrzów: 1985
  - Puchar Zdobywców Pucharów: 1984
  - Puchar UEFA: 1977, 1993
  - Superpuchar Europy: 1984
  - Puchar Interkontynentalny: 1985
- Inter Mediolan:
  - Serie A: 1989
  - Puchar UEFA: 1991
- Bayern Monachium:
  - Bundesliga: 1997
  - Puchar Niemiec w piłce nożnej: 1998
- SL Benfica:
  - Primeira Liga: 2005
- Red Bull Salzburg:
  - Bundesliga austriacka: 2007